# エリナ・スビトリナ
エリナ・ムィハイリウナ・スビトリナ・モンフィス（Elina Mykhailivna Svitolina Monfils, 宇: Еліна Михайлівна Світоліна Монфіс, 発音 [eˈl⁽ʲ⁾inɐ s⁽ʲ⁾wiˈtɔl⁽ʲ⁾inɐ]; 1994年9月12日 - ）は、ウクライナ・オデーサ出身の女子プロテニス選手。2018年WTAファイナルズの優勝者。これまでにWTAツアーでシングルス18勝、ダブルス2勝を挙げている。WTAランキング自己最高位はシングルス3位、ダブルス108位。身長174cm、体重60kg。右利き、バックハンド・ストロークは両手打ち。
配偶者はフランスのテニス選手のガエル・モンフィス。

## 来歴
5歳からテニスを始める。ジュニア時代は2010年全仏オープンジュニアシングルスで優勝し2010年にプロに転向。
4大大会では2012年全米オープンで予選を勝ち上がり初出場し、1回戦で第12シードのアナ・イバノビッチに 3–6, 2–6 で敗れた。
2013年全仏オープン1回戦でロミナ・オプランディを 6-3, 4-6, 6-1 で破り4大大会の初勝利を挙げた。2回戦でヴァルヴァラ・レプチェンコに 6-7(5), 1-6 で敗れた。7月のバクー・カップではツアー初の決勝に進出し、シャハー・ピアーを 6–4, 6–4 で破り初優勝を果たした。全米オープンでは1回戦で第17シードのドミニカ・チブルコバを 6–4, 6–3 で破る殊勲を挙げた。
2014年全豪オープンでは1回戦でスベトラーナ・クズネツォワ、2回戦でオリビア・ロゴウスカを破り4大大会で初めて3回戦に進出した。3回戦ではスローン・スティーブンスに 5–7, 4–6 で敗れた。
2015年全仏オープンでは第19シードとなり4回戦でアリーゼ・コルネを 6-2, 7-6(9) 、で破り初めて4大大会でベスト8に進出した。準々決勝ではアナ・イバノビッチに 3–6, 2–6 で敗れた。
2016年8月のリオ五輪で初めてのオリンピックに出場した。シングルス3回戦で第1シードのセリーナ・ウィリアムズを 6-4, 6-3 で破る殊勲を挙げベスト8に進出した。準々決勝でペトラ・クビトバに 2-6, 0-6 で敗れた。
2017年はドバイ・テニス選手権で決勝でキャロライン・ウォズニアッキに6-4, 6-2で勝利しプレミア初優勝。2月27日付のランキングで10位となりトップ10入りを果たす。9月11日付のランキングで自己最高の3位を記録している。
2018年10月のWTAファイナルズでは決勝でスローン・スティーブンスを 3–6, 6–2, 6–2で破り優勝し、初のビッグタイトルを獲得した。
2019年ウィンブルドン選手権では自己最高のベスト4に進出した。準決勝でシモナ・ハレプに 1-6, 3-6 で敗れた。全米オープンもベスト4に進出した。
2020東京オリンピックで銅メダルを獲得。ウクライナの女性テニス選手として初のメダルとなる栄冠。
2022年に始まるロシアによるウクライナ侵攻以降は試合後にロシアやベラルーシの選手と握手することを拒否することを公言しており、2023年5-6月に開催された全仏オープンではシングルス準々決勝の対戦相手であるベラルーシのアリーナ・サバレンカと握手することを拒否したほか、サバレンカが侵攻の質問を回避するため3、4回戦後の会見を拒否したことに対する罰金を課されなかったことを批判した。

## プレースタイル
芝・クレーコートを得意とする。安定したグラウンドストロークを打つベースライナー。バックハンド、特にダウンザラインはコートの両サイドに突き刺さる。コートでの動きがよく、非常に正確な打撃を打つことができる。サーブはさほど速くはないが安定している。2016年・2017年シーズンにサーブを改善した。ネットでボレーするのが苦手。しかし反射神経はよくコートでの加速も早い。

## WTAツアー決勝進出結果

### シングルス: 22回 (18勝4敗)
| 大会グレード                  | 大会グレード  |
| 2020年以前                    | 2021年以後    |
| ----------------------------- | ------------- |
| グランドスラム (0–0)          |               |
| WTAファイナルズ (1–1)         |               |
| プレミア・マンダトリー (0–0)  | WTA1000 (0–0) |
| プレミア5 (4–0)               | WTA1000 (0–0) |
| WTAエリート・トロフィー (0–1) |               |
| プレミア (2–1)                | WTA500 (0–0)  |
| インターナショナル (7–1)      | WTA250 (4–0)  |

| 結果   | No. | 決勝日         | 大会             | サーフェス    | 対戦相手                       | スコア             |
| ------ | --- | -------------- | ---------------- | ------------- | ------------------------------ | ------------------ |
| 優勝   | 1.  | 2013年7月28日  | バクー           | ハード        | シャハー・ピアー               | 6-4, 6-4           |
| 優勝   | 2.  | 2014年7月27日  | バクー           | ハード        | ボヤナ・ヨバノフスキ           | 6-1, 7-6(7-2)      |
| 優勝   | 3.  | 2015年5月2日   | マラケシュ       | クレー        | ティメア・バボシュ             | 7-5, 7-6(7-3)      |
| 優勝   | 4.  | 2016年3月6日   | クアラルンプール | ハード        | ウージニー・ブシャール         | 6-7(5-7), 6-4, 7-5 |
| 準優勝 | 1.  | 2016年8月27日  | ニューヘブン     | ハード        | アグニエシュカ・ラドワンスカ   | 1-6, 6-7(3-7)      |
| 準優勝 | 2.  | 2016年11月6日  | 珠海             | ハード (室内) | ペトラ・クビトバ               | 4-6, 2-6           |
| 優勝   | 5.  | 2017年2月5日   | 台北             | ハード        | 彭帥                           | 6-3, 6-2           |
| 優勝   | 6.  | 2017年2月25日  | ドバイ           | ハード        | キャロライン・ウォズニアッキ   | 6-4, 6-2           |
| 優勝   | 7.  | 2017年4月30日  | イスタンブール   | クレー        | エリーズ・メルテンス           | 6-2, 6-4           |
| 優勝   | 8.  | 2017年5月21日  | ローマ           | クレー        | シモナ・ハレプ                 | 4-6, 7-5, 6-1      |
| 優勝   | 9.  | 2017年8月13日  | トロント         | ハード        | キャロライン・ウォズニアッキ   | 6-4, 6-0           |
| 優勝   | 10. | 2018年1月6日   | ブリスベン       | ハード        | アリャクサンドラ・サスノビッチ | 6-2, 6-1           |
| 優勝   | 11. | 2018年2月24日  | ドバイ           | ハード        | ダリア・カサトキナ             | 6-4, 6-0           |
| 優勝   | 12. | 2018年5月20日  | ローマ           | クレー        | シモナ・ハレプ                 | 6-0, 6-4           |
| 優勝   | 13. | 2018年10月28日 | シンガポール     | ハード (室内) | スローン・スティーブンス       | 3-6, 6-2, 6-2      |
| 準優勝 | 3.  | 2019年11月3日  | 深圳             | ハード (室内) | アシュリー・バーティ           | 4-6, 3-6           |
| 優勝   | 14. | 2020年3月8日   | モンテレイ       | ハード        | マリエ・ブズコバ               | 7-5, 4-6, 6-4      |
| 優勝   | 15. | 2020年9月26日  | ストラスブール   | クレー        | エレーナ・リバキナ             | 6-4, 1-6, 6-2      |
| 優勝   | 16. | 2021年8月29日  | シカゴ           | ハード        | アリーゼ・コルネ               | 7-5, 6-4           |
| 優勝   | 17. | 2023年5月27日  | ストラスブール   | クレー        | アンナ・ブリンコバ             | 6-2, 6-3           |
| 準優勝 | 4.  | 2024年1月7日   | オークランド     | ハード        | コリ・ガウフ                   | 7-6(7-4), 3-6, 3-6 |
| 優勝   | 18. | 2025年5月27日  | ルーアン         | クレー (室内) | オルガ・ダニロビッチ           | 6-4, 7-6(10-8)     |

### ダブルス: 2回 (2勝0敗)
| 結果 | No. | 決勝日        | 大会           | サーフェス | パートナー         | 対戦相手                                      | スコア           |
| ---- | --- | ------------- | -------------- | ---------- | ------------------ | --------------------------------------------- | ---------------- |
| 優勝 | 1.  | 2014年7月20日 | イスタンブール | ハード     | 土居美咲           | オクサナ・カラシニコワ ポーラ・カニア         | 6-4, 6-0         |
| 優勝 | 2.  | 2015年7月26日 | イスタンブール | ハード     | ダリア・ガブリロワ | ジャグラ・ブユカクジャイ エレナ・ヤンコビッチ | 5-7, 6-1, [10-4] |

### ホップマンカップ: 1回 (0勝1敗)
| 結果   | No. | 決勝日       | 大会                 | サーフェス | パートナー                   | 対戦相手                            | スコア |
| ------ | --- | ------------ | -------------------- | ---------- | ---------------------------- | ----------------------------------- | ------ |
| 準優勝 | 1.  | 2016年1月9日 | ホップマンカップ2016 | ハード     | アレクサンドル・ドルゴポロフ | ダリア・ガブリロワ ニック・キリオス | 0-2    |

## 4大大会シングルス成績
略語の説明
| W | F | SF | QF | #R | RR | Q# | LQ | A | Z# | PO | G | S | B | NMS | P | NH |

W=優勝, F=準優勝, SF=ベスト4, QF=ベスト8, #R=#回戦敗退, RR=ラウンドロビン敗退, Q#=予選#回戦敗退, LQ=予選敗退, A=大会不参加, Z#=デビスカップ/BJKカップ地域ゾーン, PO=デビスカップ/BJKカッププレーオフ, G=オリンピック金メダル, S=オリンピック銀メダル, B=オリンピック銅メダル, NMS=マスターズシリーズから降格, P=開催延期, NH=開催なし.
| 大会           | 2011 | 2012 | 2013 | 2014 | 2015 | 2016 | 2017 | 2018 | 2019 | 2020 | 2021 | 2022 | 2023 | 2024 | 2025 | 通算成績 |
| -------------- | ---- | ---- | ---- | ---- | ---- | ---- | ---- | ---- | ---- | ---- | ---- | ---- | ---- | ---- | ---- | -------- |
| 全豪オープン   | A    | A    | 1R   | 3R   | 3R   | 2R   | 3R   | QF   | QF   | 3R   | 4R   | 3R   | A    | 4R   | QF   | 29–12    |
| 全仏オープン   | LQ   | LQ   | 2R   | 2R   | QF   | 4R   | QF   | 3R   | 3R   | QF   | 3R   | A    | QF   | 4R   | QF   | 33–12    |
| ウィンブルドン | A    | LQ   | 1R   | 1R   | 2R   | 2R   | 4R   | 1R   | SF   | NH   | 2R   | A    | SF   | QF   | 3R   | 22–11    |
| 全米オープン   | A    | 1R   | 2R   | 1R   | 3R   | 3R   | 4R   | 4R   | SF   | A    | QF   | A    | 3R   | 3R   |      | 24–11    |

※: 2019年全仏2回戦の不戦勝は通算成績に含まない